# Skinnarspelet

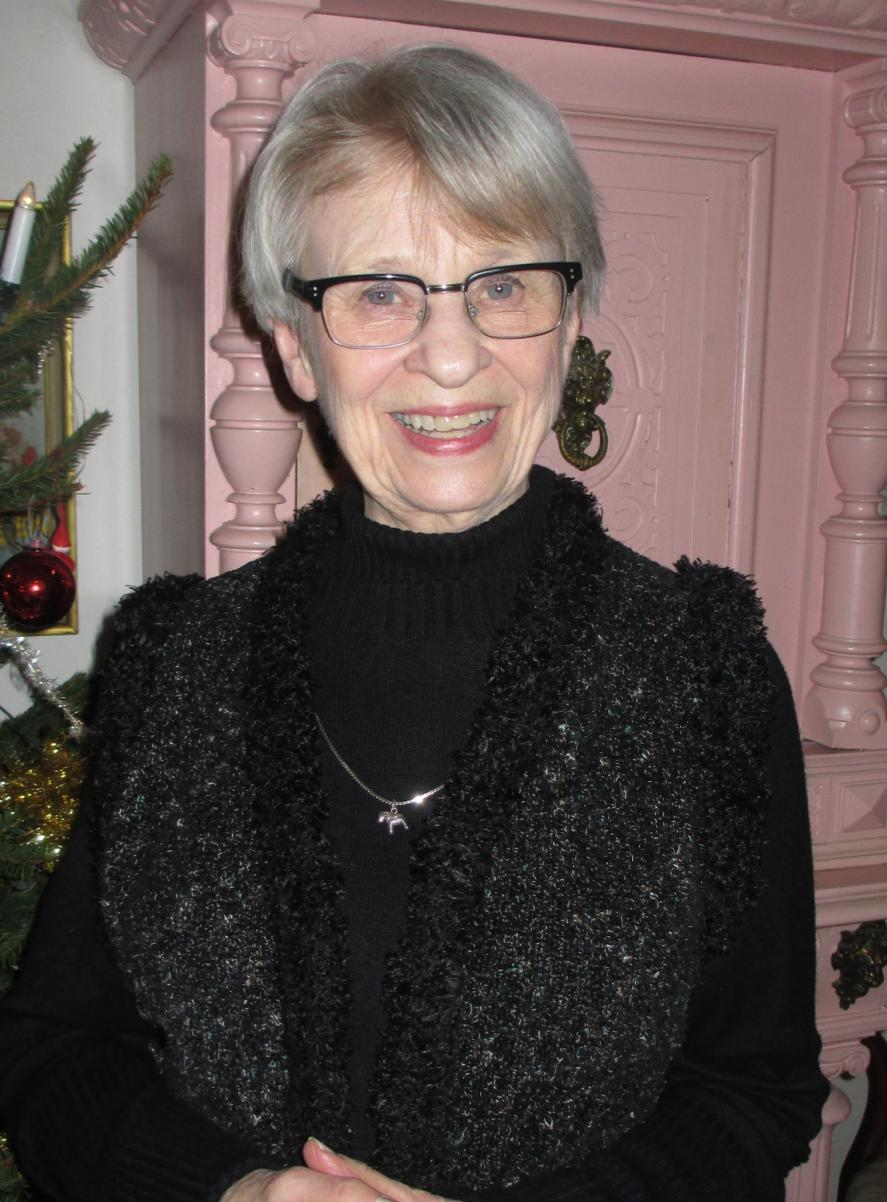
Busk Margit Jonsson var den första som spelade Brus Britta. Foto från 2016.

Skinnarspelet eller Den underbara pälsen är ett bygdespel eller en folklustig sångsaga med text av Rune Lindström och jazzinspirerad folkmusik av Jan Johansson.
Skinnarspelet har framförts på Brusgården i Orrskogen i Malung varje midsommarvecka sedan 1967. Busk Margit Jonsson var den första att gestalta den kvinnliga huvudrollen som den sturska Brus Britta. Därefter har Harriet Forssell, Gunnel Eklund, Eva Serning, Margareta Jonth, Lena Ericsson, Anna-Lotta Larsson och Meta Roos gestaltat rollen. Sedan 2016 spelas rollen av Hanna Hedlund.
Den manliga huvudrollen, vandringsmannen Lustigs Per, skrevs direkt för Per Grundén som spelade rollen fram till 1982 med undantag av några år i mitten av 1970-talet då Rolf Björling hoppade in. Per Grundén har även varit regissör för pjäsen och spelade under 1990-talet rollen som Skinnarmäster, en roll som även spelats av George Thunstedt, Evert Sandin och Kalle Moraeus. Sommaren 2012 gjorde Stefan Nykvist från Larz-Kristers rollen som skinnarmäster. Tommy Körberg spelade Lustigs Per i 14 somrar från 1983. Därefter har Anders Ekborg, Mikael Samuelson och Jan Åström axlat rollen. De mindre rollerna spelas av amatörer från Malung. 
Skinnarspelet eller Sagan om den underbara pälsen har sänts i tv vid två tillfällen, senast 1989. Under många år var Arne Domnérus kapellmästare, Kjell Öhman ersatte honom år 2000 och ledde Skinnarorkestern fram till 2015 då Hans Backenroth övertog taktpinnen. 2005 engagerades Birgit Carlstén som regissör. Hon lyckades med varsam hand förnya pjäsen vilket ansågs nödvändigt för Skinnarspelets utveckling. 2007 firade Skinnarspelet 40-årsjubileum. Produktionen, som länge hade brottats med ekonomiska problem och nedåtgående publiksiffror, lades ner 2009, men återkom redan året därpå.

## Handling
Handlingen utspelar sig i skinnarbygden Malung där den sturska dalkullan Brus Britta regerar. En dag ger hon bygdens skinnarlag order om att sy upp en brudgumspäls (den underbara pälsen), hon lovar sedan att gifta sig med den man som pälsen passar på.
Den glade vandraren Lustigs Per spelar en viktig roll i handlingen, det är han och skinnarlaget som sätter den argsinta Brus Britta på plats. Allt slutar givetvis lyckligt som det ska i den här typen av lustspel, den argsinta Brus Britta mjuknar och gifter sig med den godhjärtade Lustigs Per. Pjäsen är en variant av Shakespeares komedi Så tuktas en argbigga.
Kända melodier som ingår i spelet är bland annat "Visa vid midsommartid", "Gärdesvisan" och "Då väntar jag vid vägarna".

## Huvudrollsinnehavare genom åren
Brus Britta
- 1967: Busk Margit Jonsson
- 1968–72: Harriet Forssell
- 1973–75: Gunnel Eklund
- 1976–77: Busk Margit Jonsson
- 1978–86: Margareta Jonth
- 1987: Eva Serning
- 1988: Anna-Lotta Larsson
- 1989–2004: Lena Ericsson
- 2005–2008, 2010-2015: Meta Roos
- 2016-2019: Hanna Hedlund
- 2022-: Sonja Aldén

Lustigs-Per
- 1967–72: Per Grundén
- 1973–75: Rolf Björling
- 1976–82: Per Grundén
- 1983–85: Tommy Körberg
- 1986: Per Grundén
- 1987–97: Tommy Körberg
- 1998–99: Anders Ekborg
- 2000–02: Mikael Samuelsson
- 2003–08, 2010–16: Jan Åström
- 2017-19, 2022-: Jakob Stadell

Skinnarmäster
- 1967–82: George Thunstedt
- 1983–87: Evert Sandin
- 1988–97: Per Grundén
- 1998–2008, 2010: Kalle Moraeus
- 2011: Pelle Lindström
- 2012-19, 2022-: Stefan Nykvist